# Johannes Jakobs
Johannes Jakobs (1º luglio 1917 – 24 agosto 1944) è stato un calciatore tedesco, di ruolo centrocampista.

## Palmarès

### Club

#### Competizioni nazionali
- Campionato tedesco: 1

Hannover 96: 1937-1938